# عبدالغنی دمو
عبدالغنی دمو (عربی: عبد الغني دمو؛ زادهٔ ۲۹ ژانویهٔ ۱۹۸۹) بازیکن فوتبال اهل الجزایر است.
از باشگاه‌هایی که در آن بازی کرده است می‌توان به باشگاه فوتبال اتحاد الحراش و باشگاه فوتبال وفاق سطیف اشاره کرد.
وی همچنین در تیم ملی فوتبال زیر ۲۳ سال الجزایر بازی کرده است.